# Andricius János
Andricius János, Ján Andrici (Besztercebánya, 1630 körül – Eperjes, 1690.) evangélikus lelkész.

## Élete
Bánban, Okolicsnán, Németlipcsén, Szepesolasziban és Lőcsén tanult. 1661 elején Kolcsmezőre került lelkésznek, innen Szentkeresztre került, majd 1666-tól Németjakabvágáson, 1670 elejétől Bertóton szolgált. Ezt követően 1687-ig eperjesi szlovák lelkész volt, majd 1699 elején Szinyén működött.
Gyászbeszéde Ladiver Illés ottani tanár elhunyt felesége felett megjelent: Kazanij Pohrebnij… Lőcse, 1684. (Temetési pompa…)